# Шамуа (Франция)
Шамуа́ (фр. Chamoy) — коммуна во Франции, находится в регионе Шампань — Арденны. Департамент — Об. Входит в состав кантона Эрви-ле-Шатель. Округ коммуны — Труа.
Код INSEE коммуны — 10074.
Коммуна расположена приблизительно в 145 км к юго-востоку от Парижа, в 100 км южнее Шалон-ан-Шампани, в 22 км к югу от Труа.

## Население
Население коммуны на 2008 год составляло 474 человека.
| 1962 | 1968 | 1975 | 1982 | 1990 | 1999 | 2008 |
| ---- | ---- | ---- | ---- | ---- | ---- | ---- |
| 368  | 325  | 291  | 386  | 446  | 425  | 474  |

## Администрация
| Период | Период | Фамилия         | Партия | Примечания |
| ------ | ------ | --------------- | ------ | ---------- |
| 2001   | 2008   | Рафаэль Паренти |        |            |
| 2008   |        | Ролан Массар    |        |            |

## Экономика

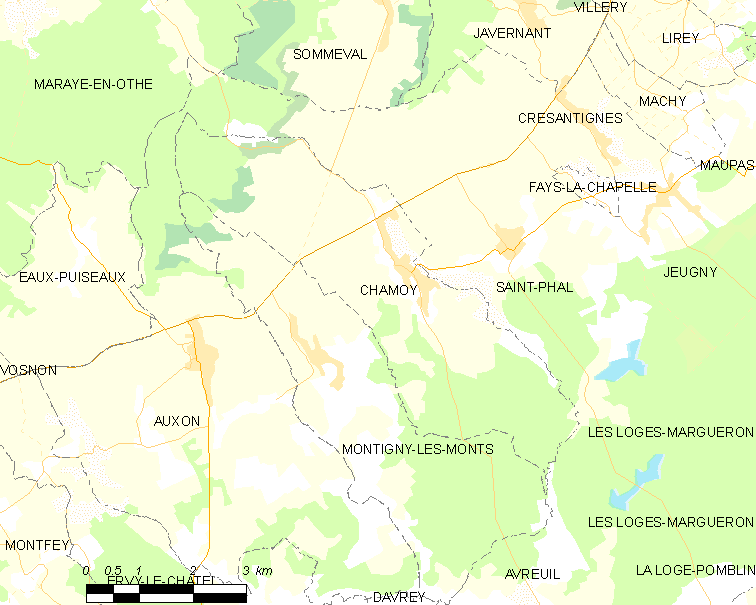
Карта коммуны

В 2007 году среди 308 человек в трудоспособном возрасте (15—64 лет) 237 были экономически активными, 71 — неактивными (показатель активности — 76,9 %, в 1999 году было 71,0 %). Из 237 активных работали 217 человек (125 мужчин и 92 женщины), безработных было 20 (8 мужчин и 12 женщин). Среди 71 неактивных 16 человек были учениками или студентами, 31 — пенсионерами, 24 были неактивными по другим причинам.

## Достопримечательности
- Церковь XVI века. Памятник истории с 1926 года[3]